# Жильбер (граф Жеводана)
Жильбер (Жирбер, Жербер) I (фр. Gilbert Ier de Gévaudan, фр. Gilbert Ier de Millau, ок. 1065 — убит в 1110/12) — виконт Мийо и Лодева, граф Жеводана, по правам жены — граф Прованса.
Сын Беренгера, виконта Мийо и Родеза, и Адели, виконтессы Карла и Лодева.
Родительское наследство разделил с братом — Ришаром: сам получил Мийо, Лодев и часть Карла, тот — Родез и другую часть Карла. Воспользовавшись тем, что в его собственности оказались обширные земельные владения в Жеводане, Жильбер I присвоил себе титул графа де Жеводан, не использовавшийся почти сто лет.
Женился на Герберге (1070/1084 — 1112/18), графине Прованса, дочери или внучке графа Жоффруа I. Известны три их дочери:
- Дульса (1098/1100 — 1130), муж (1112) — Раймон Беренгер II (1082—1131), граф Барселоны.
- Стефания (Этьенетта), муж — Раймон, сеньор де Бо. Их сын Бертран I де Бо стал принцем Оранским.
- Сибилла, муж — Ги III де Северак.

Жильбер I был убит в 1110/12 году. Его владения унаследовали старшая дочь Дульса и её муж Раймон Беренгер II Барселонский.